# 格雷厄姆貝爾島
格雷厄姆貝爾島是俄羅斯的島嶼，位於喀拉海，屬於法蘭士約瑟夫地群島的一部分，由阿爾漢格爾斯克州負責管轄，面積1,557平方公里，最高點海拔高度509米，島上無人居住。